# Soma
Nữ vương Soma (tiếng Khmer: សោមា, tiếng Việt: Liễu Diệp) là nhà cai trị Vương quốc Phù Nam và được xem như là vị quân chủ đầu tiên của Campuchia (trị vì vào thế kỷ thứ 1).

## Lịch sử
Bà là nữ lãnh đạo đầu tiên của Campuchia. Người kế vị bà cũng chính là phu quân của bà: Kaundinya I (còn được gọi là "Hỗn Điền" hay "Preah Thong"). Các danh hiệu của bà được ghi nhận trong các tài liệu khác nhau như Soma (Ấn Độ), Liǔyè (Trung Quốc) và Neang Neak (Khmer).

## Truyền thuyết
Nữ vương Soma và chồng bà, Kaundinya I, được biết đến trong văn hóa Khmer là "Preah Thong (Kaundinya) và Neang Neak (Soma)". Theo các ghi chép của hai đặc sứ Trung Quốc, Khang Thái (康泰) và Chu Ứng (朱應), vương quốc Phù Nam được thành lập bởi một người Bà-la-môn Ấn Độ tên là Kaundinya. Vào thế kỷ thứ 1 sau Công nguyên, Kaundinya được báo mộng lấy cây cung thần từ một ngôi đền và đánh bại một nữ vương Khmer tên là Soma (phiên âm chữ Hán: 柳葉, Liễu Diệp), con gái của vua Nagas. Sau đó, bà đã kết hôn với Kaundinya (chữ Hán: 混填, Hỗn Điền) và dòng dõi của họ đã trở thành vương tộc của Phù Nam. Sau đó, Kaundinya đã xây dựng một kinh đô và đổi tên vương quốc thành 'Kambuja'.
Bi ký của Champa tại Thánh địa Mỹ Sơn cũng có ghi chép lại truyện của Kaundinya I.

## Liên kết
1. ↑  Lương thư
2. ↑  Bihar Research Society, 1968 - Indo-Aryan philology.
3. ↑  Some aspects of ancient Indian history and culture.
Upendra Thakur, Abhinav Publications, 1974 - History - 322 pages